# Jiří Staca
Jiří Staca, cunoscut și ca George Staca sau Gheorghe Staca, (n. 19 februarie 1884, Samarina, vilaietul Manastir, Imperiul Otoman – d. 14 iunie 1958, Praga, Cehoslovacia) a fost un filolog și traducător româno-ceh de origine aromână, care a avut o contribuție importantă la cunoașterea limbii române în Cehoslovacia și la dezvoltarea relațiilor româno-cehoslovace în perioada interbelică.
S-a născut în regiunea Macedonia de Vest a Imperiului Otoman și, după ce a urmat studii de filologie romanică la Facultatea de Filosofie⁠(d) a Universității Caroline din Praga (FFUK), s-a stabilit în Cehoslovacia, unde a lucrat mai întâi ca profesor la Gimnaziul Real din districtul Královské Vinohrady al Pragăi și apoi pentru o lungă perioadă, începând din anul 1921, ca profesor de română, italiană și spaniolă la Academia de Înalte Studii Comerciale și Industriale din Praga. El a predat în paralel ca lector extern, începând din anul 1919, cursuri de limba română la Universitatea Carolină din Praga și a făcut parte, alături de Marie Kavková, Antonín Křečan și Josef Dvořák, din primul colectiv de profesori ai noii secții de limba română, care a fost înființată în anul universitar 1950–1951 în cadrul Catedrei de Limbi Romanice de la Facultatea de Filosofie a Universității Caroline din Praga.
A publicat în perioada interbelică două manuale pentru studiul limbii române, un manual ceh de gramatică a limbii române intitulat Učebnice jazyka rumunského : mluvnice, praktické rozhovory a korespondence („Manual de limba română: vocabular, conversații practice și corespondență”, 1925), pe care l-a redactat în colaborare cu dr. Gustav Žďárský, și un ghid de conversație ceho-român intitulat Čech mezi Rumuny (rumunsky) („Cehul printre români”, 1938), și a adunat material pentru un dicționar român-ceh de mărime medie, care a fost publicat însă abia în 1961 sub titlul Rumunsko-český slovník („Dicționar româno-ceh”). A tradus, de asemenea, câteva piese de teatru românești, printre care Năpasta și O scrisoare pierdută ale lui Ion Luca Caragiale și Omul cu mârțoaga a lui Gheorghe Ciprian.
George Staca a fost, alături de profesorul Jan Urban Jarník, unul dintre fondatorii Societății Ceho-Române, înființate în aprilie 1920 la Praga, imediat după încheierea Primului Război Mondial, și a îndeplinit apoi funcția de vicepreședinte al Institutului Cehoslovaco-Român, care fusese format în anul 1927 prin transformarea vechii societăți ceho-române. A promovat imaginea României în Cehoslovacia prin intermediul unor conferințe de informare, care au fost organizate în capitala Praga și în mai multe orașe din provincie și a desfășurat, de asemenea, o amplă activitate diplomatică în calitate de consul general onorific al României la Praga, pe care a îndeplinit-o timp de mai mulți ani, începând din 15 noiembrie 1922. În semn de recunoaștere a meritelor sale, a fost decorat în perioada interbelică cu mai multe ordine românești și străine, printre care Ordinul „Coroana României” și Ordinul „Coroana Italiei”.

## Biografie

### Primii ani

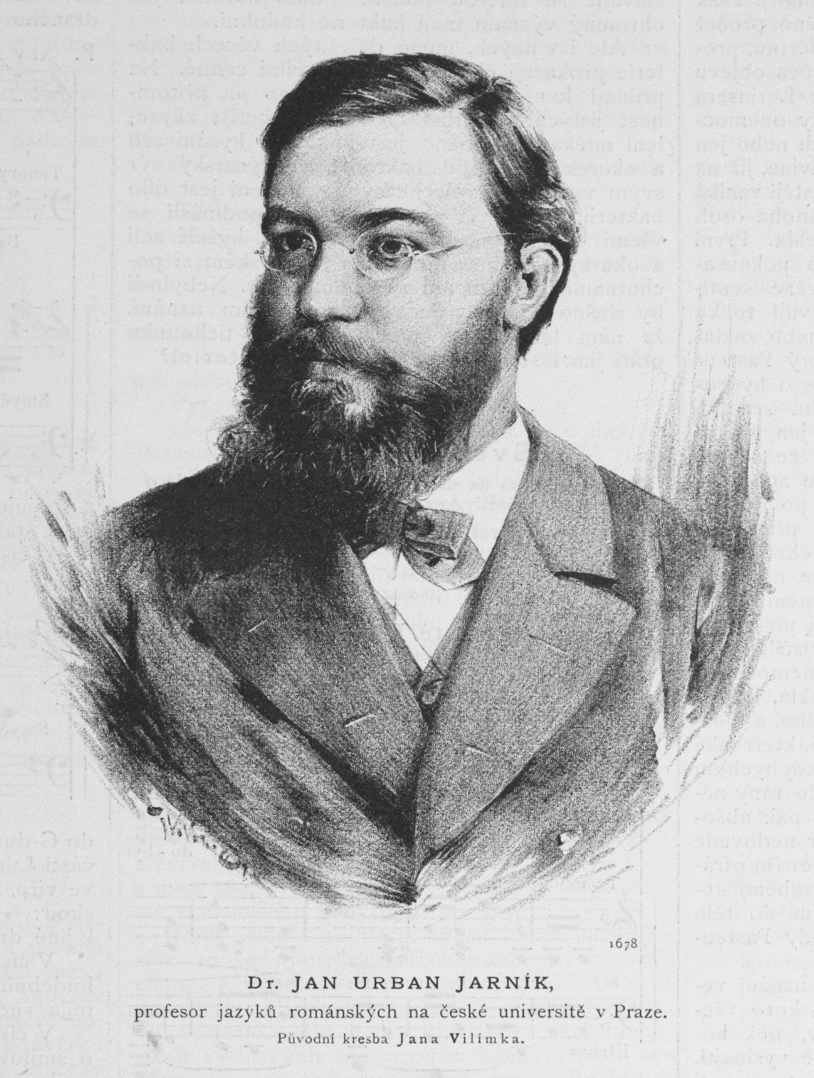
Profesorul ceh de limbi romanice Jan Urban Jarník (1848–1923), mentorul tânărului Staca

S-a născut la 19 februarie 1884 în satul Samarina din regiunea Macedonia de Vest (care făcea parte atunci din Imperiul Otoman, iar astăzi este o parte componentă a Greciei), într-o familie aromână (macedoromână). Satul Samarina este situat în partea de nord a Munților Pindului și avea în acea vreme o numeroasă populație aromână, fiind înconjurat numai de localități aromânești, cu populație neamestecată și particularități lexicale și fonetice greu de observat la prima vedere, precum Zmixi, Briaza, Avdella, Bãiasa, Perivoli, Furca, Laca și altele. Era fiul unui croitor și a rămas încă de tânăr orfan de tată și de mamă, ceea ce l-a făcut să ducă o existență grea. Staca a urmat cursurile Liceului Românesc din Bitola, unde i-a avut printre profesori pe macedoromânul Nicolae Batzaria și pe românul ardelean Dimitrie Cosmulei, și a absolvit în anul 1904. S-a familiarizat încă din perioada studiilor liceale cu limbile italiană, albaneză, neogreacă și turcă, pe care le vorbeau locuitorii acestei regiuni multietnice, și a devenit un poliglot.
După absolvirea liceului, el s-a adresat profesorului ceh Jan Urban Jarník, care manifesta o simpatie sinceră față de români, și l-a rugat să-l ajute pentru a-și putea continua studiile la Universitatea Carolină din Praga. Profesorul ceh devenise interesat în acea vreme de limba aromână (pe care o considera un dialect romanic răsăritean „afară din cale de interesant și important”) și de folclorul aromân și studia volumul Basme aromâne și glosar, alcătuit de lingvistul, filologul și folcloristul român de origine aromână Pericle Papahagi și publicat în anul 1905 la București pe cheltuiala Academiei Române. Necunoscându-l pe solicitant, Jarník a cerut referințe profesorului Dimitrie Cosmulei, care preda limba română, limba latină și filozofia la Bitola, iar acesta din urmă i-a răspuns că Staca era harnic, sârguincios și cu o purtare exemplară și putea să-l ajute în studierea dialectului aromân, însă, ca urmare a faptului că fostul elev era cam bolnăvicios, i-a sugerat lui Jarník să-și amâne intervenția cu un an pentru a-i permite tânărului să se înzdrăvenească. Staca a ocupat inițial un post de învățător la școala de fete din satul aromân Doliani (azi Koumaria) din apropierea orașului Veria (care făcea parte atunci din vilaietul Salonic) și apoi în anul școlar 1904–1905 la școala românească din satul aromân Livezi (azi Livadia), situat mai la nord de orașul Giannitsa din cadrul aceluiași vilaiet.
Cu ajutorul profesorului Jarník, tânărul Staca a venit în anul 1905 din Balcani în Boemia cu intenția de a studia filologia la Praga. El a ajuns la începutul lui august 1905 în satul Potštýn nad Orlicí (azi Potštejn), localitatea natală a lui Jan Urban Jarník, și a locuit un timp la Praga pe cheltuiala protectorului său. La rugămintea profesorului, George Staca a adus din regiunea sa natală o colecție destul de mare (vreo 200 de bucăți) de texte aromâne, netipărite până atunci, pe care Jarník a studiat-o ulterior și a pregătit-o pentru a fi tipărită la Praga. Profesorul a fost încântat de calitățile profesionale ale tânărului aromân și i-a scris profesorului Ioan Bianu (membru titular al Academiei Române și directorul Bibliotecii Academiei) următoarele: „Trebuie să spun că nu m-am înșelat în ceea ce așteptam de la el: dl. Staca își cunoaște dialectul lui cumsecade și lucrăm împreună, ceea ce este foarte plăcut pentru mine. Căci nu este cu putință ca unu să se ocupe cu vreo limbă vie cu folos dacă nu e cu putință a întreba pe unu care o cunoaște ca limba lui strămoșească.”. Colaborarea profesorului ceh cu tânărul aromân a continuat în perioada următoare, spre satisfacția savantului, iar Staca i-a lămurit lui Jarník unele neclarități lingvistice, ajutându-l să descopere câteva greșeli de traducere în lucrarea Die Aromunen (1895) a lui Gustav Weigand și să înțeleagă unele expresii mai dificile din cartea alcătuită de Papahagi. În aceste câteva luni, tânărul aromân a învățat binișor limba cehă și a început să învețe limbile germană și franceză, iar până în vara anului 1906 a ajuns să aibă „cunoștințe frumoase” de limba cehă, să vorbească „încă foarte bine” limba franceză și să ia „cele mai bune note” la două colocvii de limba germană.

### Studiile universitare
Înscrierea sa ca student („ascultător ordinar”) la cursurile Universității Caroline din Praga a fost destul de dificilă deoarece Staca nu avea pregătirea necesară ca urmare a faptului că studiile la liceele din Macedonia durau numai 7 ani în loc de 8, așa cum era cazul Austro-Ungariei și chiar al României, și nu se încheiau cu un examen de maturitate. Cu toate acestea, Jarník a solicitat o dispensă din partea Ministerului Cultelor și Instrucțiunii, în baza ordinului ministerial nr. 26366 din 4 decembrie 1893 care permitea acceptarea unor studenți din statele balcanice ce nu îndeplineau cerințele necesare de studii prealabile. Obținerea acestei dispense părea o formalitate, dar referentul ministerial, care avea origini poloneze, a refuzat, presupunând în mod eronat că Staca ar fi cetățean român, în ciuda faptului că o copie a pașaportului otoman fusese atașată la cerere, și susținând, din acest motiv, că el nu îndeplinea nici măcar condițiile de admitere ca student la o universitate din patria sa (pe care o considera a fi România). Jarník l-a rugat în decembrie 1905 pe profesorul Bianu să obțină cât mai rapid un răspuns oficial din partea Universității din București, care să confirme că absolvenții liceelor românești de 7 clase din Macedonia au dreptul să fie înscriși ca studenți la orice facultate din România; acea confirmare urma să permită contestarea raportului ministerial, inclusiv în cazul că Staca ar fi fost considerat cetățean român. Sosirea acestui răspuns a întârziat, iar Jarník i-a scris din nou profesorului Bianu la 23 ianuarie 1906, rugându-l să se intereseze cu privire la frecvența acordării dispensei de studii la universitățile din București și Iași. Răspunsul favorabil al Rectoratului Universității din București a sosit în cele din urmă, iar Ministerul austro-ungar al Cultelor și Instrucțiunii a acordat dispensa solicitată, ceea ce a permis înscrierea la studii ca „ascultător ordinar” a lui George Staca chiar pentru semestrul de iarnă.
Staca a urmat studii de filologie romanică și germanică la Facultatea de Filosofie⁠(d) a Universității Caroline din Praga (FFUK) în perioada 1905–1910, specializându-se în limbile romanice moderne. Ca urmare a lipsei totale de mijloace de existență, el a fost întreținut o vreme de profesorul Jarník, atât prin câteva subsidii (în valoare de 340 de coroane) obținute de la niște cunoscuți, cât și prin contribuții personale (în valoare de peste 340 de coroane) ca răsplată pentru ajutorul oferit în înțelegerea limbii aromâne. Jarník mărturisea, într-o scrisoare din 23 ianuarie 1906 către profesorul Bianu, că intenționa la sfârșitul anului universitar să solicite Ministerului un sprijin financiar pentru Staca, căci nu putea să suporte de unul singur cheltuielile pentru întreținerea protejatului său și presupunea că nu avea cum să obțină un ajutor de la confrații săi pentru „un străin de neam și de limbă”. În cele din urmă, neputând să facă față singur cheltuielilor de întreținere ale studentului aromân (ca urmare a faptului că avea o familie numeroasă și singurul său venit era doar salariul de profesor) și fiind refuzat de colegii săi cehi care au susținut că ar ajuta mai degrabă un conațional decât un străin dintr-o țară îndepărtată, bătrânul Jarník l-a rugat în iunie 1906 pe prietenul Bianu să se informeze cum ar putea obține o bursă a statului român pentru protejatul său și ce demersuri ar trebui făcute ca solicitarea să primească un răspuns favorabil, declarându-se dispus să dea o declarație de susținere în favoarea lui Staca. Cereri similare au fost adresate și altor două persoane, care au mijlocit, la fel ca Bianu, ca tânărul Staca să obțină un ajutor financiar permanent din partea statului român.
În urma acestor demersuri, Staca a obținut în iulie 1906 o bursă de 70 de lei pe lună din partea Ministerului român al Cultelor și Instrucțiunii Publice pentru a-și acoperi cheltuielile de studii la Universitatea din Praga, iar termenul de acordare s-a prelungit până la sfârșitul studiilor universitare. Bursa primită de Staca făcea parte dintr-un pachet de sprijin financiar acordat de statul român tinerilor aromâni care studiau în țară sau în străinătate, cu scopul de a contribui la păstrarea identității culturale a comunităților aromâne în fața amenințării propagandei grecești și a-i pregăti pe cei mai merituoși tineri ai acelor comunități ca să ocupe funcții superioare în Imperiul Otoman. Cu toate că banii nu erau prea mulți și nu soseau aproape niciodată la timp, Jarník se declara mulțumit și anunța că urma să-l plătească în continuare pe Staca pentru ajutorul oferit la studierea limbii aromâne, ceea ce-i permitea tânărului să ducă un trai fără griji și să fie preocupat doar de obținerea unor rezultate școlare cât mai bune. Colaborarea studentului aromân cu Jarník a continuat „destul de bine” în perioada următoare, deși profesorul se plângea că nu avea suficient timp pentru a folosi cât mai eficient cunoștințele lui Staca în studierea lexicului aromân din volumul Basme aromâne și glosar al lui Pericle Papahagi și din colecția inedită de texte adusă de student din regiunea sa natală. Pentru a învăța cât mai bine limba germană, tânărul aromân a purtat corespondență cu un profesor de gimnaziu din Potštýn (satul natal al lui Jarník), care-i trimitea înapoi scrisorile, după ce le corecta, și în vara anului 1907 și-a petrecut vacanța în orășelul Tachau (azi Tachov), cu o populație majoritar germană, unde soțul gazdei sale lucrase într-o vreme ca judecător.
După absolvirea studiilor universitare, George Staca a promovat examenele necesare și a devenit doctor în litere și filozofie la 25 iulie 1910 cu teza Syntaktické užívání infinitivu v Merlinu („Utilizarea sintactică a infinitivului în Merlin”), elaborată sub îndrumarea profesorilor Jan Urban Jarník și Václav Emanuel Mourek. El a efectuat apoi călătorii de studii în Italia și Spania și a intenționat să vină în România pentru a obține acolo un post corespunzător pregătirii sale, chiar dacă ar fi fost „cît se poate de modest”. Jarník i-l recomanda prietenului său Bianu, spunându-i că „este un tînăr care merită din toate punctele de vedere să faci ceva pentru el”, și-i trimitea atașat cartea lui de vizită. Cu toate acestea, tânărul nu a obținut răspunsul scontat și, „neputînd să găsească nici un loc în România” (după spusele lui Jarník), s-a stabilit definitiv în Boemia (ulterior parte componentă a Cehoslovaciei), care a devenit a doua sa patrie. A călătorit în anul 1912 la Brașov, unde s-a împrietenit cu dr. Ioaneș, pe care-l revedea ulterior la Praga în timpul războiului.

### Începuturile carierei
În urma susținerii examenelor de stat, a devenit profesor pentru școlile secundare cehe și a lucrat mai întâi la Gimnaziul Real din districtul Královské Vinohrady al Pragăi, iar apoi, începând din anul 1921, a predat – ca docent (conferențiar) și ulterior ca profesor – limbile română, italiană, spaniolă și, pentru o perioadă mai scurtă, neogreacă la Academia de Înalte Studii Comerciale și Industriale (în cehă Vysoká škola obchodní) din Praga, unde fuseseră concentrate toate institutele de limbi străine din Boemia. Predarea limbii române în cadrul Academiei de Înalte Studii Comerciale și Industriale din Praga datează din anul școlar 1909–1910, când, în urma interesului mare al elevilor, directorul Jan Řežábek a extins predarea limbilor străine, introducând cursuri de maghiară, poloneză, sârbo-croată, bulgară, română și greacă modernă, astfel încât „tinerii să părăsească academia pregătiți lingvistic pentru toate țările din sud și est”.
Spre deosebire de cele trei limbi romanice, pe care Staca le-a predat o lungă perioadă, predarea limbii grecești de către el a fost însă temporară: Staca a început să predea cursul opțional de greacă modernă abia în anul 1921, la intervenția profesorului Jaroslav Šťastný (1862–1932), după ce acesta fusese suspendat în anul școlar 1915–1916 din cauza numărului mic de solicitanți rămași ca urmare a încorporării elevilor în Armata Austro-Ungară și nu au putut fi reluate după război din cauza morții profesoarei Charikleia Šťastná (1869–1921). Cursul opțional de greacă se întindea pe durata a două semestre și avea două ore pe săptămână, iar ulterior a fost predat chiar de Jaroslav Šťastný.
George Staca a făcut parte, alături de Hertvík Jarník, Vladimír Buben și Method Zavoral, din cercul prietenilor limbii și culturii române, format în jurul profesorului Jarník, și a acumulat în perioada studiilor, potrivit prof. Jindra Hušková, o „frumoasă cultură literară”. A participat, fără a fi membru, la ședința din 30 iunie 1913 a secției școlare a Asociațiunii pentru literatura română și cultura poporului român din Transilvania (ASTRA), care a avut loc la Sibiu și la care au mai luat parte, printre alții, Andrei Bârseanu (președintele ASTRA), Ioan F. Negruțiu, dr. Vasile Bologa, Gavriil Precup și dr. Onisifor Ghibu (membri ordinari ai secției), dr. Roman Ciorogariu, dr. Victor Macaveiu, dr. Alexandru Rusu, dr. Silviu Dragomir, Eugen Todoran, dr. Ambrosiu Chețianu, Alexandru Ciura, Augustin Caliani, dr. Alexandru Borza, dr. Iosif Blaga, Axente Banciu, dr. Constantin Lacea, dr. Traian Suciu, Ioan Maior, Victor Stanciu, dr. Emil Precup, dr. Ioan Lupaș ș.a. Încă din epoca austriacă, el a depus eforturi pentru promovarea limbii și literaturii române la Praga. Staca a intenționat să urmeze în aceeași perioadă cursurile Universității Populare de la Vălenii de Munte, iar profesorul Jarník a trimis în 29 iunie 1913 o scrisoare către profesorul român Sextil Pușcariu, în care l-a rugat să-l ajute pe tânărul său coleg.
Nu avea o stare prea bună de sănătate, fiind cam bolnăvicios, după cum constatase de multă vreme prof. Dimitrie Cosmulei, și se plângea adeseori de dureri de cap, potrivit mărturisirilor lui Jan Urban Jarník. A fost nevoit să-și ia concediu medical din cauza unor dureri de piept și a plecat în străinătate pentru a urma un tratament, ceea ce l-a făcut pe profesorul Jarník să se îngrijoreze „ca nu cumva, bietul, după atîta trudă și ajuns în poziție să-și cîștige pîinea de toate zilele, s-o pățească rău de tot”. A stat un timp în stațiunea balneară Meran (care aparținea atunci Austro-Ungariei, iar după Primul Război Mondial a fost inclusă în cadrul Italiei) din regiunea istorică Tirol, de unde s-a întors la Praga în primele luni ale anului 1915.

### Primul Război Mondial
În perioada Primului Război Mondial, el a venit des – însoțit uneori de prietenul și colaboratorul său apropiat, Antonín Křečan – la spitalul militar amenajat în Mănăstirea Strahov din Praga, condusă în acea vreme de abatele Metodiu Zavoral, pentru a-i vizita pe soldații români răniți, care erau originari din Transilvania și fuseseră înrolați forțat în Armata Austro-Ungară. Într-o scrisoare trimisă ziarului Românul din Arad și publicată în numărul din 1/14 martie 1915, în care dezvăluia cum a început să se intereseze de soldații români internați în spitalele pragheze, profesorul Jarník consemnează că un medic din conducerea Spitalului central din Praga a încercat să-l contacteze acasă pe la sfârșitul lunii august a anului 1914, după începerea războiului, pentru a-l ruga să facă pe translatorul în relația cu un soldat român rănit cu numele de Vazul. Ca urmare a faptului că Jarník se afla în acel moment în satul natal Potštýn nad Orlicí, fiica sa mai mare, Ida (1879–1966), care lucra ca învățătoare (institutoare) la o școală din Praga și a trebuit să se întoarcă acasă mai devreme pentru a se prezenta la serviciu în ziua de 1 septembrie, a apelat la profesorul Staca, iar acesta din urmă s-a deplasat la spital și a făcut serviciul de interpret. George Staca a participat ulterior la serbarea de Crăciun a anului 1915 organizată în lazaretul Mănăstirii Strahov pentru militarii români din Praga.
Frecventarea spitalelor din Praga l-a făcut pe profesorul Staca să intre în contact cu preotul romano-catolic Josef Špachta, parohul Bisericii „Sfânta Treime” din Praga⁠(d), care începuse să studieze limba română cu un sau doi înaintea începerii războiului după ce a citit un text în această limbă de pe prospectul unui medicament. Într-o scrisoare din 22 iulie 1916, preotul Špachta îl înștiința pe profesorul Jarník că, la îndemnul lui Staca, cu care conversa în românește, a tradus în limba cehă schița „Un spital” a tânărului publicist român Horia Petra-Petrescu, care apăruse anterior în revista arădeană Pagini literare (anul I, 1916, nr. 2, pp. 27–31) sub pseudonimul „Sinbad” și prezenta povestea unei femei ardelene pe nume Maria Filipan care aflase că soțul ei se afla internat într-un spital din Brno și plecase acolo ca să-l caute. Cu toate că preotul tradusese schița ca un exercițiu de învățare a limbii române și nu avea nicidecum intenția ca acel text să fie tipărit, traducerea sa a fost publicată, în urma insistenței lui Staca, în ziarul praghez Venkov.
Tot în aceeași perioadă, la inițiativa dr. Edvard Beneš, care fusese anterior profesor la Academia Comercială din Praga, dr. George Staca s-a implicat în activitățile subversive cehoslovace și a luat legătura cu ofițerii români din regimentele ungurești aduse de austrieci la Praga spre sfârșitul anului 1914 și începutul anului 1915 pentru a menține ordinea în oraș și a supraveghea loialitatea cehilor, care a fost pusă ulterior la îndoială după ce tot efectivul militar ceh din Regimentul 28 Infanterie a dezertat la 3 aprilie 1915 și s-a predat Armatei Imperiale Ruse. Austriecii aduseseră la Praga trei regimente ungurești de infanterie pentru a forma garnizoana orașului: Regimentul nr. 68 de la Szolnok, care era format aproape în întregime din militari maghiari, și Regimentele nr. 2 și 51, care erau alcătuite în mare parte din militari români originari din zona Brașovului și Clujului. Praghezii au crezut inițial că militarii celor trei regimente erau în întregime maghiari. Prezența militarilor români la Praga a fost descoperită întâmplător în primăvara anului 1915, după ce George Staca, revenit recent de la Meran, a auzit câțiva soldați glumind în românește pe seama lui în parcul orășenesc. Intrând în vorbă cu ei, a aflat că erau comandați de căpitanul Ioaneș din Brașov, pe care-l cunoscuse cu trei ani în urmă, iar a doua zi l-a vizitat la cazarmă pe vechiul său prieten, ocazie cu care a cunoscut și alți ofițeri români. Staca a căutat să-i împiedice pe ofițerii români nou-veniți în oraș să frecventeze cazinoul german din Praga, unde ar fi putut fi contaminați de atmosfera dușmănoasă a ocupanților, și a reușit să-i introducă pe marea majoritate a lor în societatea cehă pentru a-i familiariza cu mediul cultural ceh și a-i face să manifeste solidaritate cu idealurile naționale cehe. Ca urmare a eforturilor prof. Staca, au fost formate la scurt timp mai multe cercuri politice ceho-române, primul dintre ele luând ființă în martie 1915 în cartierul praghez Letná. Relațiile ofițerilor români cu intelectualii cehi au devenit în timp tot mai strânse prin excursiile efectuate în zonele din jurul Pragăi, prin frecventarea concertelor Filarmonicii din Praga și a spectacolelor puse în scenă la Opera Cehă și la Teatrul Național din Praga și mai ales prin discuțiile pe teme politice cu privire la viitorul națiunilor din care făceau parte. Membrii cercurilor ceho-române s-au întâlnit uneori la Mănăstirea Strahov (condusă de abatele Zavoral) și la locuința patriotului ceh Čeněk Šofferle.
Intrarea României în război în vara anului 1916 a determinat un val de persecuții la adresa etnicilor români: George Staca a fost arestat de autoritățile militare și internat într-un lagăr, iar relațiile militarilor români cu localnicii praghezi au fost interzise. Staca a fost interogat în timpul arestului preventiv, fiind întrebat, printre altele, care era motivul pentru care abatele Zavoral învăța limba română deoarece autoritățile austriece credeau că cercurile ceho-române plănuiau săvârșirea unui atentat. Militarii români au început să-i viziteze acasă pe prietenii lor cehi, evitând să se mai întâlnească în spațiile publice. În dimineața zilei de 25 octombrie 1918 toți soldații răniți (români și cehoslovaci) din spitalul de la Mănăstirea Strahov au pornit către centrul Pragăi și au participat la manifestația publică în favoarea independenței Cehoslovaciei, întorcându-se cu cocarde cehoslovace și respectiv românești pe piept. În noaptea de 27/28 octombrie 1918, în ajunul proclamării independenței Cehoslovaciei, ofițerii români din Garnizoana Praga s-au pus, împreună cu trupele lor, la dispoziția Consiliului Național Cehoslovac și, refuzând să asculte ordinele superiorilor austro-ungari, au participat activ în primele trei zile ca singura unitate militară organizată la înăbușirea contrarevoluției pregătite de un grup de ofițeri germani și la ocuparea comandamentului militar austro-ungar. Dr. Josef Scheiner, președintele Asociației Sokolilor Cehi, s-a prezentat în ziua de 29 octombrie 1918 la Palatul Comandamentului Militar din Praga, iar ofițerii și soldații români din Regimentele 2 și 51 Infanterie, care asigurau serviciul de gardă al clădirii, nu au opus rezistență și, respectând consemnul stabilit anterior de profesorul Staca, garda comandată de locotenentul Morariu a predat serviciul sokolilor cehi în aclamațiile frenetice ale mulțimii adunate în Piața Malá Strana (Malostranské náměstí) și a plecat spre cazarmă.
În primele zile după înființarea Republicii Cehoslovace, dr. Staca a însoțit, alături de căpitanul dr. Alexandru de Simon și de locotenentul Zeno de Herbay (comandanții Legiunii Române din Praga), delegația română formată din deputatul bucovinean dr. Constantin Isopescu-Grecul și colonelul Silviu de Herbay, care a sosit la Praga în 13/26 noiembrie 1918 cu misiunea specială de a discuta chestiuni economice cu cercurile conducătoare ale Republicii Ceho-Slovace. Delegația română a fost primită a doua zi de prim-ministrul Karel Kramář, de miniștrii dr. František Soukup (ministrul justiției), Karel Prášek (ministrul agriculturii), Jiří Stříbrný (ministrul poștelor și telegrafului), Antonín Švehla (ministrul de interne) și Alois Rašín (ministrul finanțelor) și de deputații Consiliului Național Cehoslovac, printre care abatele Metodiu Zavoral, căruia, după cum scria corepondentul ziarului arădean Românul, „îi râdea fața de bucurie că poate bineventa pe reprezentanții poporului român în noul stat ceh în limba noastră”.

### Profesor de limba română
Începând din anul 1919, George Staca a activat ca lector extern de limba română la Universitatea Carolină din Praga, continuând tradiția cultivării interesului cehilor pentru limba română, pe care o inițiase profesorul Jan Urban Jarník în anul 1882, atunci când începuse să predea cursuri de limba română. Lingvistul ceh de origine aromână a fost astfel unul dintre cei trei profesori care au ținut cursuri de limba română în perioada interbelică la universitățile din Cehoslovacia: Staca a predat la Universitatea Carolină din Praga, Hertvík Jarník la Universitatea Masaryk din Brno și Jindra Hušková la Universitatea Comenius din Bratislava. Activitatea didactică sistematică a profesorului Staca a fost întreruptă câtva timp de boala sa.
Lectoratul (seminarul) de limba română de la Universitatea Carolină din Praga, care a funcționat în perioada interbelică sub conducerea prof. Staca, ținea săptămânal două cursuri de câte 2 ore, pe lângă cursul regulat de istoria limbii române predat de prof. dr. Maxmilián Křepinský. În afara acestora, Staca ținea, de asemenea, cursuri de limba, cultura, literatura și terminologia comercială română la Academia de Înalte Studii Comerciale și Industriale, precum și cursuri gratuite de limba română și prelegeri cu privire la România în cadrul Institutului Cehoslovaco-Român și, începând din 1926, în cadrul Societății ziariștilor cehoslovaci din Praga. La fel ca profesorul Jan Urban Jarník, George Staca a fost interesat mai mult de cunoașterea practică a limbilor străine decât de studiul teoretic al lingvisticii. Cursurile ținute în cadrul Institutului Cehoslovaco-Român, care aveau loc de 4 ori pe săptămână în aula Universității Caroline, erau precedate de o prelegere despre originea poporului român și a limbii române, despre relațiile istorice româno-slave și despre importanța cunoașterii limbii române pentru apropierea dintre Cehoslovacia și România și au fost frecventate de un numeros auditoriu format atât de persoane din mediul academic (profesori, studenți ai Universității Caroline sau ai altor universități din Cehoslovacia, studenți ruși sau ucraineni din Basarabia), cât și de persoane cu alte ocupații (funcționari, ziariști, avocați, arhitecți, ingineri, militari etc.), care, potrivit prof. Staca, dădeau dovadă de „un adevărat interes”. În primii trei ani au absolvit aceste cursuri aproape 100 de persoane, multe dintre ele vizitând România și devenind interesate de cultura română, iar, ca urmare a creșterii interesului publicului cehoslovac, s-au înscris în al patrulea an peste 50 de cursanți. Unii cursanți au ajuns să învețe bine limba română și chiar au susținut examene universitare pentru a obține certificatul de cunoaștere a limbii.
În cursul carierei sale îndelungate, profesorul Staca a pregătit un număr mare de cunoscători ai limbii române. Printre studenții săi din perioada interbelică s-au aflat profesorii Otakar Hink (1885–1964), Antonín Křečan (1887–1972), Pokorny, dr. Kann și Zdeněk Bár (1904–1980), căpitanii Otahal și Görner, prof. dr. Josef Macůrek (1901–1992), jurnalista Marie Kojecká-Karásková (1904–1975), una dintre primele traducătoare cehe de literatură română, jurnalistul Josef Kojecký (1902–1945), viitorul ei soț, inginerii Blažek, Eichhorn și Klauss de la Academia Comercială din Praga, studenții Matej Kubasák și Țeller (care au urmat apoi studii la Academia Comercială din București), dr. Fiala de la Ministerul Finanțelor, diplomații dr. Jan Jirásek (1880–1965) și dr. Ladislav Květoň (1879–), care au fost ambii consuli ai Cehoslovaciei la Cluj, și filologul romanist J. Š. Kvapil (1904–1975), viitor critic și istoric literar, traducător de literatură română și profesor universitar la Universitatea Palacký din Olomouc.
Pentru a-i ajuta pe elevii săi să învețe mai bine limba română, profesorul Staca a alcătuit în perioada interbelică un primul ghid de conversație ceho-român intitulat Čech mezi Rumuny (rumunsky) („Cehul printre români”, 1938) și a adunat material pentru un dicționar român-ceh de mărime medie, ce a fost publicat însă abia în 1961 sub titlul Rumunsko-český slovník („Dicționar româno-ceh”). Ghidul de conversație ceho-român, publicat în anul 1938, a fost criticat însă de profesorul Pavel Beneš de la Universitatea Masaryk din Brno în revista Časopis pro moderní filologii (anul XXV, nr. 2/1939, p. 220) pentru existența unor pretinse greșeli: afirmația că în limba română există modul verbal infinitiv și genul substantival neutru, marcarea incorectă a accentului în peste 100 de cuvinte, scrierea eronată a unor cuvinte ce conțin semne diacritice, cel puțin 30 de greșeli de traducere în limba cehă, prezența unor greșeli de tipar lăsate necorectate (inclusiv scrierea eronată a numelui autorului pe coperta cărții: „Stacca” în loc de „Staca”) și a unor greșeli de ortografie, folosirea majusculelor la scrierea unor termeni etc., ceea ce a dus la recomandarea retragerii cărții de pe piață și retipăririi ei de către o altă editură. Această critică a atras răspunsul lui Staca în numărul următor al aceleiași reviste (anul XXV, nr. 3–4/1939, pp. 396–398), în care a susținut că limba română are chiar trei forme de infinitiv (două de prezent și una de trecut), fiind menționate în acest scop lucrări ale unor lingviști italieni (Romeo Lovera, Carlo Tagliavini) și români (Ion Aurel Candrea, Gheorghe Adamescu ș.a.), a argumentat că nu există genul neutru în sensul limbii cehe, ci mai mult un ambigen masculin-feminin, și a justificat notația acestuia, a explicat pronunția vocalelor ă, â și î, a afirmat că Beneš a fost dezinformat cu privire la pronunția cuvântului „șosea” și că nu-și dă seama care sunt celelalte 100 de cuvinte în care ar fi marcat greșit accentul, a susținut că termenii pe care i-ar fi tradus greșit în limba cehă redau corect sensul cuvintelor, recunoscând că e posibil să fi tradus inexact câteva cuvinte, dar numărul lor ar fi foarte mic, și a justificat existența greșelilor de tipar prin folosirea unei mașini de scris care nu era adaptată alfabetului român și prin scăpările inerente intervenite în activitatea de corectare. Profesorul Staca a afirmat că a realizat o lucrare de pionierat, fără a putea folosi o lucrare anterioară în limba cehă sau măcar un dicționar ceh-român, și a respins principalele critici ale dr. Beneš ca „nefondate”. Beneš a reformulat apoi afirmația cu privire la inexistența infinitivului în limba română, afirmând că, din punct de vedere sintactic, infinitivul „aproape nu există”. În această dispută pe teme lingvistice a intervenit ulterior profesorul Maxmilián Křepinský, care a susținut convingător în articolul „Příspěvek k dějinám infinitivních vazeb v rumunštině” („Contribuție la istoria formelor infinitivale din limba română”), publicat în anul 1941 în paginile revistei sus-menționate (anul XXVII, 1941, pp. 60 și 70), că infinitivul există ca o formă vie în limba română și, de asemenea, într-o măsură mai mică, în dialectul macedo-român.

### Promovarea culturii române
George Staca a fost naturalizat, după război, de noul stat Cehoslovacia și a locuit pe str. Ibsenova nr. 3 din districtul Praga 12. El a devenit, alături de profesorul Jan Urban Jarník, unul dintre fondatorii Societății Ceho-Române (Česko-rumunský spolek v Praze). Inițiativa înființării acestei societăți datează, potrivit cercetătorului Traian Ionescu-Nișcov, de la sfârșitul lunii iunie 1919, imediat după revenirea din România a lui Jarník. Nișcov susține că Societatea a funcționat inițial sub conducerea unui comitet provizoriu prezidat de Jarník până la 23 decembrie 1919, când a avut loc o adunare generală, care a pus bazele organizatorice ale organizației și a ales un comitet nou, format din Jan Urban Jarník (președinte), Titus Onciul (vicepreședinte), omul de afaceri Václav Němec, abatele Metodiu Zavoral, maiorul Vecchi, prof. Karel Kadlec, prof. Gheorghe Staca și ing. Jan Weidenhoffer (membri). Primele demersuri efective au avut loc în ultima lună a anului 1919, după cum menționează însuși Jarník în corespondența sa. Cu toate acestea, pr.prof.dr. Valerian Șesan menționa în presa epocii că Societatea era încă în proces de înființare în aprilie 1920 și că o adunare generală, care avusese loc în 2 martie 1920, a ales un comitet provizoriu condus de profesorul Jarník ca președinte și alcătuit din abatele Metodiu Zavoral, prof.dr. Karel Kadlec, prof.dr. George Staca și omul de afaceri Václav Němec (președintele Camerei de Comerț din Praga). Societatea Ceho-Română a fost înființată la Praga în 23 decembrie 1920, imediat după încheierea Primului Război Mondial, cu scopul stabilirii unor relații culturale și economice mai strânse între poporul cehoslovac și poporul român și informării reciproce a celor două popoare asupra vieții culturale a celuilalt popor și a lansat în martie 1923 un apel către publicul cehoslovac, care a fost semnat de numeroase personalități cehoslovace și a fost publicat în ziarele din Praga, în care a solicitat înscrierea cât mai multor membri care să contribuie la apropierea celor două popoare și la întărirea raporturilor culturale, economice și politice intre cele două state. Activitățile Societății au fost sprijinite financiar de Legația României la Praga, iar trimisul extraordinar și ministru plenipotențiar al Regatului României la Praga, Constantin Hiott, a fost președinte de onoare al Societății.
Profesorii Jarník și Staca au fondat apoi în octombrie 1921 un club ceho-român la Praga. Staca a trimis în ziua de 20 aprilie 1922 o scrisoare către Asociația pentru cultura și literatura poporului român din Transilvania în care ruga, în numele abatelui Metodej Zavoral, înscrierea înaltului prelat ca membru fondator al Asociației și expedia, în numele acestuia, suma de 300 de coroane cehoslovace. Tot el i-a servit drept călăuză profesorului Nicolae Iorga, onorându-l cu „neobosita prietenie”, cu ocazia vizitei acestuia din anul 1923 la castelele Karlstejn și Konopiště din Boemia. Profesorul Staca a devenit în anul 1925 membru al Comitetului Cehoslovac al Micii Antante a Presei și a predat un curs special de limba română pentru gazetarii cehoslovaci cu scopul de contribui la dezvoltarea relațiilor de prietenie dintre ziariștii cehoslovaci și ziariștii români.
În anul 1927, după moartea profesorului Jarník, vechea societate ceho-română a fost transformată, cu sprijinul Ministerului Instrucțiunii din Cehoslovacia, în Institutul Cehoslovaco-Român. Adunarea constitutivă, care a avut loc în 8 noiembrie 1927 la Praga, a ales un comitet de conducere condus de abatele Metodiu Zavoral ca președinte și alcătuit din prof. dr. George Staca (consulul onorific al României la Praga), prof. František Bous (consilier tehnic la Ministerul Instrucțiunii din Cehoslovacia), prof.dr. Karel Kadlec, dr. František Samek (deputat și secretar general al Camerei de Comerț din Praga), dr. Jaroslav Müller (profesor și publicist), Kohout, prof.dr. Vladimír Buben, ing. Jan Weidenhoffer, Jan Votruba (președintele Târgului internațional din Praga), dr. Jan Jirásek (fost consul al Cehoslovaciei la Cluj) și redactorul Anton Hromada. Staca a îndeplinit funcția de vicepreședinte al Institutului Cehoslovaco-Român și a continuat să sprijine activitatea Institutului și a filialelor sale de la Brno și Bratislava. A fost ales apoi prim-vicepreședinte al Institutului Cehoslovaco-Român la adunarea generală din 23 februarie 1937.
Staca a promovat imaginea României în Cehoslovacia prin intermediul unor conferințe de informare – care au fost organizate, începând de prin 1925, la invitația unor organizații și societăți culturale cehoslovace, în capitala Praga și în mai multe orașe din provincie (Beroun, Bratislava, Brno, České Budějovice, Chrudim, Jičín, Jihlava, Kladno, Kolín, Kostelec nad Černými lesy, Kutná Hora, Mladá Boleslav, Moravská Ostrava, Pardubice, Olomouc, Písek, Plzeň, Rakovník, Slaný, Turnov etc.) și au prezentat publicului cehoslovac istoria poporului român, viața culturală și economică a României și obiectivele turistice ale țării –, prin articolele și studiile publicate în ziarele și revistele din Cehoslovacia și prin organizarea unor manifestări culturale românești (serate de muzică românească etc.), contribuind astfel la promovarea culturii și literaturii române în Cehoslovacia, la cunoașterea reciprocă a popoarelor român și cehoslovac și la strângerea legăturilor dintre cele două state aliate. Conferințele sale, ținute în limba cehă, au fost audiate de un public numeros provenit din toate păturile societății cehoslovace (reprezentanți ai autorităților de stat, politicieni, oameni de afaceri, oameni de cultură, funcționari, profesori, gazetari, muncitori etc.), ceea ce l-a făcut pe Staca să-i declare corespondentului agenției Ceps că se simțea satisfăcut observând că interesul cehoslovacilor pentru România era tot mai ridicat. Într-una din conferințe, pe care a ținut-o în martie 1932 la Praga, în cadrul festivităților de sărbătorire a zilei de naștere a președintelui Masaryk, profesorul Staca a vorbit despre făuritorii României Mari și reprezentanții culturali ai României și a evidențiat meritele naționale, sociale și politice ale profesorului Nicolae Iorga, prim-ministru al României în acea vreme, pe care l-a comparat din acest punct de vedere cu președintele Cehoslovaciei. Urmarea acestei serii de conferințe a fost creșterea interesului poporului cehoslovac pentru România și cultura română și organizarea unor excursii în România (precum cele ale membrilor „Clubului Social“ al Partidului Socialist-Național Cehoslovac, care asistaseră anterior la o astfel de conferință).
Eforturile profesorului Staca de promovare a României și culturii române au fost remarcate de fostul său profesor Nicolae Batzaria, care a scris că George Staca a muncit „cu tot devotamentul și cu tot folosul pentru cauza românismului” pe tot parcursul perioadei interbelice și, prin activitatea „dusă în mod inteligent și susținut”, a adus poporului român și României „servicii din cele mai apreciabile și mai meritorii”. Profesorul de istorie Virgiliu P. Arbore (1900–1986) a evidențiat, de asemenea, importanța acestei activități de propagandă într-un articol publicat la 20 noiembrie 1930 în ziarul Cuvântul, în care a scris următoarele:
| “ | Noi avem nevoie mai mult decât oricând și de banii străinătății și de prietenii puternice. Dar dacă condiția primă a propagandei — fonduri largi — în actuala criză prin care trecem, nu o putem avea, în schimb bunăvoința oamenilor puși în serviciul neamului cu devotament și dragoste fiiască, nu ne lipsește. De aceea îmi permit să divulg publicului românesc pe cei doi agenți culturali ai noștri atât de cunoscuți și apreciați în Cehoslovacia, desinteresați și plini de iubire față de opera pe care o înfâptuesc zi de zi. Cu mijloace materiale pe cari o biată leafă le pune la dispoziție și nimic mai mult, în schimb cu prietenii în lumea largă pe cari au știut să le câștige datorită calităților lor personale, d. dr. Gh. Staca, consulul nostru honorar pentru Cehoslovacia, și profesor la Academia Comercială din Praga și d. R. Anastasiu, harnicul atașat de presă al Legației de aci, muncesc zi de zi prin conferințe publice, prin articole privitoare la țara noastră sub diverse aspecte în diferite reviste și ziare, cu prezentarea de teatru românesc tradus și jucat în diversele părți ale Republicii, prin fel de fel de traduceri din limba noastră, a lucrărilor de literatură și artă dramatică și prin organizarea diverselor concerte filarmonice fie cu muzică românească, fie dirijate de maeștrii scenelor noastre. De aceia trebuesc din toată inima felicitați pentru rodnica lor activitate pe care o desfășoară pe un ogor atât de întins și cu rezultate atât de prețioase. Valorificarea posibilităților noastre spirituale în fața străinătății, sunt singurele mijloace cari mâine vor topi granițele politice, vorbindu-i omului de la suflet la suflet și vor risipi atmosfera unei simple curtoazii diplomatice, creind mediul prielnic unor prietenii rodnice. Și este cu atât mai lăudabilă activitatea acestor doi pioneri culturali ai noștri ce și-au înțeles cu adevărat greaua și înalta lor misiune, cu cât aceasta o fac fără nici un folos material, punând des chiar din punga lor anemică. | ” |

### Activitatea diplomatică
În afara activității didactice și activității de promovare a României și a culturii române, profesorul de origine aromână a desfășurat, de asemenea, o amplă activitate diplomatică ca reprezentant oficial al intereselor politice ale Regatului României. Astfel, George Staca a fost numit prin decret regal, începând din 15 noiembrie 1922, în funcția de consul onorar (onorific) al României la Praga, pe care a îndeplinit-o multă vreme. Potrivit Anuarului Republicii Cehoslovace din anul 1929, sediul consulatului onorific era „U Divadla” 1207. Activitatea diplomatică a profesorului a fost meritorie, iar, în urma raportului nr. 78.614 din 1929 al ministrului de externe G. G. Mironescu, George Staca a fost înaintat începând din data de 1 ianuarie 1930 la gradul de consul general onorar pe lângă Legațiunea României din Praga.
Rangul de consul general pe care-l deținea i-a permis să-l reprezinte pe ministrul României la Praga la diferite evenimente cehoslovaco-române (precum serbarea populară cehoslovaco-română de la Trenčianske Teplice din 31 iulie – 1 august 1937), l-a determinat să se implice în activități precum selectarea tinerilor cehoslovaci care solicitau burse de studii din partea statului român și l-a făcut să fie invitat la diferite activități organizate de Legația României de la Praga, de unele instituții românești (precum Oficiul Național de Turism) sau de unele instituții cehoslovace (precum Comitetul executiv al Presei Micii Înțelegeri). A fost unul din fondatorii Camerei de Comerț Cehoslovaco-Române, care avea ca scop intensificarea comerțului dintre Cehoslovacia și România, iar la adunarea generală de constituire din iunie 1931 a fost ales membru al Comitetului de conducere și membru al Comisiei financiare. În noiembrie 1937 a subscris, alături de ceilalți membri ai Legației României de la Praga, suma de 400 de lei pentru construcția bricului „Mircea”, noul vas-școală al Marinei Militare Române.
A luat cuvântul în perioada interbelică pentru apărarea unității și integrității teritoriale a României, rostind un discurs la marea întrunire publică de la Praga, care a fost convocată în aprilie 1933 de organizația națională „Omladina” și la care au participat reprezentanți ai Cehoslovaciei, Iugoslaviei, Poloniei și României. Reprezentanții celor patru țări au descris luptele purtate timp de mai multe secole de popoarele lor pentru obținerea libertății și independenței naționale, au susținut necesitatea respectării tratatelor de pace, și-au exprimat hotărârea de a-și apăra libertatea și independența și au condamnat mișcarea revizionistă, pe care au considerat-o un pericol la adresa păcii europene prin încercarea de reînviere a unei epoci de asuprire. În cuvântarea rostită cu acest prilej, profesorul Staca a prezentat un istoric al formării statului român, arătând eforturile poporului român pentru obținerea independenței și realizarea unității naționale, a susținut că poporul român nu râvnește la ocuparea unor teritorii ce aparțin altor țări și că populația minoritară se bucură de toate drepturile politice, sociale și culturale și a declarat că pacea și progresul nu pot fi asigurate decât prin respectarea tratatelor care au pus capăt Primului Război Mondial. Diplomatul român s-a asociat reprezentanților celorlalte trei țări în condamnarea revizionismului și a susținut că încălcarea tratatelor ar putea provoca un nou război mondial.
George Staca a continuat să îndeplinească atribuțiile de consul general onorific al României la Praga inclusiv după ocuparea Cehoslovaciei de către Germania Nazistă și constituirea unui protectorat german al Boemiei și Moraviei și a unui stat slovac independent în anul 1939. A asistat, printre altele, la serviciul religios oficiat în 28 septembrie 1939 la Consulatul General al României de la Praga pentru pomenirea prim-ministrului Armand Călinescu (care fusese asasinat de un comando legionar), în prezența consulului general Dan Geblescu, a personalului Consulatului și a membrilor misiunei militare române aflate în Protectorat. Institutul Cehoslovaco-Român din Praga a fost reorganizat după destrămarea Cehoslovaciei în Institutul Român din Praga, condus în continuare de abatele Zavoral. În urma retragerii abatelui Zavoral din funcția de președinte al Institutului din cauza vârstei înaintate și a bolilor de care suferea, precum și a persecuțiilor la care era supus de autoritățile germane, a fost organizată la 5 iunie 1941 o ședință a Adunării generale, care l-a ales ca nou președinte pe profesorul George Staca. Institutul Român din Praga a hotărât cu acel prilej să intensifice relațiile ceho-române în domeniile cultural, social și economic. După încheierea celui de-al Doilea Război Mondial, profesorul Staca a fost numit din nou începând din 1 ianuarie 1947 în funcția de consul general onorific al României la Praga.

### Ultimii ani
După încheierea celui de-al Doilea Război Mondial, Jiří Staca s-a implicat, împreună cu un grup de membri ai Societății pentru relații culturale și economice româno-cehoslovace (Společnost pro kulturní a hospodářske styky s Rumunskem, în publicarea revistei slavo-române Românoslavica. Revue des études slavoroumaines, al cărei comitet de redacție avea sediul la Praga. Comitetul de redacție al revistei era format din Vladimír Buben (redactor responsabil), Tr. Ionescu-Nișcov (redactor șef), Pandele Olteanu (coredactor), Bohuslav Havránek, Karel Krejčí, Gh. Staca, Josef Macůrek, J. Š. Kvapil, Ján Stanislav, I.C. Chițimia, Damian Bogdan, Frank Wollman și Josef Vašica (membri). Revista, care urma să publice studii istorice, etnografice, lingvistice și arheologice, în limbile franceză și română, cu privire la relațiile româno-slave și îndeosebi româno-cehoslovace, a apărut într-un singur număr, în 1948.
A continuat să predea cursuri de română, italiană și spaniolă la Academia de Înalte Studii Comerciale și Industriale din Praga și, în paralel, a fost cooptat în anul universitar 1950–1951, alături de Marie Kavková (literatura română), Josef Dvořák (istoria limbii sau gramatică istorică) și Antonín Křečan (gramatică normativă și cursurile practice), în primul colectiv de profesori ai noii secții de limba română, care fusese înființată în cadrul Catedrei de Limbi Romanice de la Facultatea de Filosofie⁠(d) a Universității Caroline din Praga. În această perioadă l-a avut ca student pe viitorul lingvist Jirí Felix. În anul 1954, cu prilejul aniversării vârstei de 70 de ani, a fost omagiat în revista Časopis pro moderní filologii printr-un articol aniversar scris de profesorul Vladimír Buben. Aniversarea acestei vârste rotunde a fost menționată, de asemenea, în ziarul Romînia liberă, care a consemnat că profesorul Staca era un „cunoscut activist în domeniul relațiilor romîno-cehoslovace”, ce „și-a consacrat 50 de ani din viață întăririi colaborării culturale dintre popoarele cehoslovac și romîn”.
Jiří Staca a decedat în 14 iunie 1958, la vârsta de 74 de ani.

## Activitatea publicistică

### Ghiduri de conversație
În perioada interbelică profesorul Jiří Staca a publicat câteva manuale pentru studiul limbii române printre care un manual ceh de gramatică a limbii române intitulat Učebnice jazyka rumunského : mluvnice, praktické rozhovory a korespondence („Manual de limba română: vocabular, conversații practice și corespondență”), pe care l-a redactat în colaborare cu dr. Gustav Žďárský (1867–1925) și l-a publicat în anul 1925, și un ghid de conversație ceho-român intitulat Čech mezi Rumuny (rumunsky) („Cehul printre români”, 1938). Cele două lucrări sus-menționate conțin însă doar o prezentare generală a gramaticii și un vocabular tematic și nu permit, prin urmare, studiul sistematic al limbii române.
Učebnice jazyka rumunského a fost elaborat de Gustav Žďárský și a fost publicat în anul 1925, după moartea autorului, de Jiří Staca, care a organizat materialul. Această lucrare are 161 de pagini și este considerată „cel mai vechi ghid de conversație ceh-român”, neîndeplinind însă criteriile necesare pentru a fi clasificată ca manual. Ea conține o schiță generală a gramaticii limbii române (100 de pagini), o secțiune de conversație ceho-română (33 de pagini) și un ghid de corespondență în limba română (24 de pagini). Celălalt ghid de conversație, Čech mezi Rumuny (rumunsky), a fost publicat în anul 1938 în cadrul colecției de manuale pentru învățarea limbilor străine „Brána jazyků” („Poarta limbilor”), conduse de prof. dr. Hugo Siebenschein. El are 148 de pagini și o structură asemănătoare, fiind format dintr-o notă introductivă a redactorului („Úvodní poznámka redaktora”), un cuvânt înainte („Slovo ke čtenáři”), în care autorul prezintă scopul urmărit, aspectele descrise și sistemul folosit, o schiță generală a gramaticii limbii române, axată pe comparații, care ocupă o pondere de aproximativ o treime din volum (pp. 9–43), câteva capitole de expresii uzuale și o secțiune de conversație – compusă din vocabular și frazeologie – cu privire la viața socială și culturală românească, care ocupă ambele restul de două treimi. Această lucrare este, potrivit lui I.C. Cazan, „un instructiv manual, nu numai de limbă ci chiar de orientare generală, o călăuză, pentru Cehul care călătorește în România”, care încearcă să trezească interesul pentru limba română „prin identități de vocabular și printr’o nimerită interpretare a particularităților fonetice”.
Câteva zeci de ani mai târziu, după cel de-al Doilea Război Mondial, Jiří Staca a colaborat, de asemenea, alături de profesorul Antonín Křečan la elaborarea ghidului de conversație ceho-român Česko-rumunská konversace („Conversație ceho-română”, 1958), care conține numeroase capitole, un vocabular de bază organizat tematic, o schiță de 35 de pagini cu elementele gramaticale de bază ale limbii române și instrucțiuni de bază despre pronunția românească și redă expresii și fraze uzuale din diverse domenii de activitate (precum industria, agricultura sau sectorul militar), fiind util nu doar turiștilor veniți în România, ci și persoanelor care urmează să rămână în România pentru o perioadă mai lungă de timp. Prima ediție a acestui ghid a servit ca model unui ghid similar slovaco-român intitulat Konverzačná příručka rumunčiny („Ghid de conversație în limba română”, 1961), care a fost elaborat de Jindra Hušková și Vladimír Halenár și conține, în plus, un dicționar ordonat alfabetic.

### Dicționarul româno-ceh

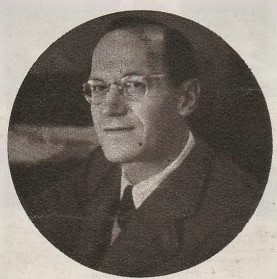
Filologul dr. Zdeněk Wittoch, redactorul dicționarului româno-ceh.

Staca a început să lucreze din anul 1928 la redactarea primului dicționar româno-ceh, împreună cu un grup de colaboratori, printre care și Božena Hudíková, și a adunat o mare cantitate de material, dedicând acestei activități zece ani de muncă grea. Dicționarul, care a devenit opera vieții sale, a fost tipărit pe fragmente de editura Státní grafická unie din Praga începând din 1938, dar tipărirea a fost întreruptă în 1942, în timpul celui de-al Doilea Război Mondial.
Redactarea dicționarului a continuat până în 1948, când Jiří Staca și-a dat seama că dicționarul trebuie îmbunătățit și adaptat la cerințele actuale, atât din punct de vedere tehnic, cât și din punct de vedere al conținutului. Forțele politice comuniste preluaseră puterea în Cehoslovacia și România, iar ambele state intraseră în zona de influență a Uniunii Sovietice și încheiaseră la 21 iulie 1948 un tratat de prietenie, colaborare și asistență mutuală. În acest context politic se simțea nevoia unui dicționar româno-ceh, cu un vocabular și o frazeologie bogată. Activitatea de redactate a dicționarului a fost preluată în anul 1949, cu asentimentul și colaborarea bătrânului profesor, de dr. Zdeněk Wittoch, specialist în limbile slave și romanice la Academia Cehoslovacă de Științe, care a creat până în anul 1951 un colectiv, din care au mai făcut parte alți doi cercetători: dr. Vladimír Hořejší (1925–1992) și Ioan Săcăreanu (1887–1959). Redactor științific a fost numit prof. dr. Vladimír Buben (1888–1956), iar consultant expert prof. Antonín Křečan (1887–1972).
Cei trei redactori au rescris și completat dicționarul până în anul 1954, folosind aproape toate dicționarele de limba română și unele dicționare bilingve româno-străine, și au reușit să intre în contact în primăvara anului 1953 cu Academia RPR și în special cu Institutul de Lingvistică de la București. Wittoch și Hořejší s-au deplasat la București, iar un colectiv condus de acad. Emil Petrovici a verificat această lucrare în anul 1955. Textul a fost cercetat de profesorii Maria Iliescu și Mihai Isbășescu, care au fost înlocuiți înspre final de Valeria Popa, și a fost revizuit și definitivat în același an la Institutul de Lingvistică din București. Un rol activ la rescrierea și editarea finală a manuscrisului pentru tipărire l-a avut tânărul lingvist ceh Jirí Felix. Manuscrisul Dicționarului româno-ceh (Rumunsko-český slovník), care a fost elaborat în cadrul Institutului de Studii Slave al Academiei Cehoslovace de Științe, a fost depus la Editura Pedagogică de Stat (Státní pedagogické nakladatelství) din Praga în 13 iunie 1957. Dicționarul, care are 1033 de pagini și conține circa 40.000 de cuvinte (după altă sursă, 35.600 de cuvinte), o listă de abrevieri în cehă și română și o explicație detaliată a pronunției românești, a fost publicat la Praga abia în anul 1961, după moartea prof. Staca, și continua să fie folosit inclusiv în anul 2018, fiind considerat o lucrare esențială în domeniul românisticii.

### Traduceri
În afara activității științifice, George Staca a desfășurat o vastă activitate de traducător în limba cehă a literaturii române, fiind interesat mai întâi de proza scurtă și ulterior de teatru. A tradus mai întâi, în colaborare cu Antonín Křečan (menționat sub peudonimul K. Hora) trei nuvele ale lui Nicolae Gane: „Privighetoarea Socolei”, „Piatra lui Osman” și „Fluierul lui Ștefan”, care au fost publicate în anul 1911 în volumul Rumunské novelly („Nuvele românești”) din colecția „Světová knihovna”. Alte traduceri vechi ale lui Staca au apărut în paginile câtorva ziare și reviste din Praga, după cum urmează: nuvela „Hagi Tudose” de Barbu Delavrancea – într-un număr din 1913 al ziarului Venkov, poeziile „Sămănătorii” și „Rodica” de Vasile Alecsandri și „Noi vrem pământ!” de George Coșbuc, povestirile „Un cal și un om” de Mihail Sadoveanu și „Blana lui Isaia” de I.Al. Brătescu-Voinești, împreună cu notițele biografice ale acestor autori – în numărul festiv din 13 mai 1923 al ziarului Venkov, poezia „Noi” de Octavian Goga, povestirile „Milogul” de Barbu Delavrancea, „De-a baba oarba” de Al. Vlahuță și „Norocul culegătorului” de I.L. Caragiale, poemul în proză „Cântarea României” de Alecu Russo, împreună cu notițele biografice ale acestor autori – în numărul special și festiv dedicat României din 1923 al ziarului Československá republika din Praga, nuvela „Nicușor” de I.Al. Brătescu-Voinești – în suplimentul de Crăciun din anul 1924 al ziarului Gazette de Prague și nuvela „Trandafirii” de Gala Galaction – în suplimentul literar din 31 august 1930 al ziarului Československá republika.
Profesorul Staca a devenit ulterior mai interesat de dramaturgie și a început să traducă piese de teatru. Prima mențiune a traducerii unei piese de teatru românești realizată de el provine dintr-o scrisoare trimisă în 8/21 aprilie 1914 lui Constantin Mille, directorul ziarului Dimineața. Acea scrisoare, publicată integral la cererea expeditorului, în numărul din 14/27 aprilie 1914 al ziarului Dimineața, conține informația cu privire la reprezentarea în ziua de luni 7/20 aprilie 1914 la Teatrul Național din Praga a dramei istorice în 4 acte Zile mari a lui Emil Alemanu Dragoe (care locuia în acel moment în Boemia), tradusă în limba cehă de prof. Staca. Piesa, care era inspirată din Războaiele Daco-Romane și a cărei acțiune avea loc la curtea regelui Decebal de la Sarmizegetusa, a fost pusă în scenă de Jaroslav Kvapil, directorul teatrelor cehe, și a avut, potrivit traducătorului, „un succes destul de frumos”, autorul fiind întâmpinat cu „ovațiuni entuziaste” și primind o jerbă de flori cu panglici tricolore române din partea primarului orașului Praga, Karel Groš. În aceeași scrisoare prof. Staca anunța că o nouă reprezentație a piesei urma să aibă loc în ziua de joi.
Activitatea sa de traducere din dramaturgia românească a continuat în perioada interbelică, când Staca a tradus în limba cehă câteva piese de teatru românești: drama Năpasta (1929) și comediile O scrisoare pierdută (1931) și Conu Leonida față cu reacțiunea (1931) ale lui Ion Luca Caragiale și comediile Omul cu mârțoaga (1930) a lui Gheorghe Ciprian, Omul care a văzut moartea (1934) a lui Victor Eftimiu și Patima roșie (1937) a lui Mihail Sorbul, care au fost publicate de editura Česká grafická unie din Praga și au fost jucate ulterior pe scenele teatrelor cehoslovace. Piesele caragialiene Năpasta și O scrisoare pierdută au fost traduse în colaborare cu profesorul Otakar Hink și s-au bucurat de o primire bună din partea publicului cehoslovac. Prima piesă de teatru românească reprezentată pe scena cehoslovacă a fost drama Năpasta, care s-a jucat în premieră în ziua de 9 noiembrie 1929, în prezența traducătorilor George Staca și Otakar Hink, la Teatrul Național Slovac din Bratislava și a fost înscrisă în repertoriul acelei stagiuni pentru a mai fi reprezentată; ea a fost pusă în scenă de mai multe ori la Bratislava. Aceeași piesă a prilejuit, de asemenea, prima reprezentație teatrală românească din capitala Cehoslovaciei, care a avut loc în 10 mai 1930, cu ocazia sărbătoririi Zilei Naționale a României, pe scena Conservatorului din Praga.
Drama Năpasta s-a jucat ulterior cu mare succes, sub titlul Muž zo tmy („Omul din întuneric”), la Teatrul de Cameră din Praga (Komorní divadlo) și la Teatrul Național din Brno, după care a intrat în programul unei trupe de tineri artiști, care au cutreierat Cehoslovacia sub supravegherea profesorului dr. Milan Svoboda și au susținut spectacole în orașele Kostelec nad Černými lesy, Pardubice, Choceň, Jičín etc. Comedia Omul cu mârțoaga a fost reprezentată în premieră în 10 mai 1931, sub auspiciile Institutului Cehoslovaco-Român din Praga, pe scena Teatrului Stărilor Cehe (Stavovské divadlo), apoi în aprilie 1932 la Teatrul Național din Praga, unde a avut parte de numeroase spectacole, și ulterior în iunie 1934 la Teatrul Comunal din Olomouc, în prezența prof. Staca, care a fost ovaționat îndelung cu prilejul premierei, iar piesa într-un singur act Conu Leonida față cu reacțiunea a fost jucată pentru prima oară în traducere cehă de artiști ai Teatrului Național din Praga, în cadrul unei serate culturale românești organizate în 18 noiembrie 1931 de postul Radio Praga, și apoi în seara zilei de 18 noiembrie 1933 la Slaný, în cadrul unui festival artistic dedicat poeziei, cântecelor populare și muzicii moderne românești și organizat de Asociația studenților din Slaný, sub patronajul prim-ministrului Jan Malypetr și al ministrului României la Praga, Theodor Emandi. Câțiva ani mai târziu, comedia de moravuri Omul care a văzut moartea s-a jucat în premieră într-un spectacol difuzat în seara zilei de 10 mai 1933 la postul Radio Praga și a fost reprezentată mai întâi pe 24 octombrie 1935 la Teatrul orășenesc din Kladno și apoi cu mare succes în ianuarie 1936 pe scena Teatrului de Cameră din Praga, în regia lui Gabriel Hart, ocazie cu care un critic ceh și-a manifestat satisfacția spunând: „în sfârșit, iată o piesă balcanică fără iatagane”, ca urmare a faptului că majoritatea pieselor teatrale din Europa de Sud-Est care se jucaseră până atunci pe scenele teatrelor cehe aveau o acțiune violentă. O scrisoare pierdută, capodopera lui Caragiale, a fost pusă în scenă la Teatrul Național din Praga și a avut premiera la 22 aprilie 1937, fiind bine primită de spectatorii cehoslovaci și având parte de recenzii critice destul de favorabile; comedia caragialiană s-a jucat un timp îndelungat la Praga, după care trupa de artiști a pornit într-un turneu pe la mai multe teatre din întreaga Cehoslovacie.
George Staca a tradus, de asemenea, poeziile „La noi” de Octavian Goga și „Dorobanțul” de Ioan S. Nenițescu, care au fost recitate în versiunea cehă la serata festivă organizată în seara zilei de 8 mai 1937 la Litoměřice, cu prilejul sărbătoririi Zilei Naționale a României; poezia „Dorobanțul” a fost recitată din nou, împreună cu „Rodica” de Vasile Alecsandri și cu fragmente din „Cântarea României” de Alecu Russo, la serbarea organizată de Institutul Cehoslovaco-Român, corpul ofițeresc al Garnizoanei I Praga și Camera de Comerț româno-cehoslovacă în seara zilei de 10 mai 1937 în sala „Smetana” din Praga. Poeziile traduse de Staca au fost recitate adesea cu prilejul serbărilor româno-cehoslovace: astfel, „Noi vrem pământ” a fost recitată în seara zilei de 18 noiembrie 1933 la Slaný.

## Opinii culturale

### Cu privire la poporul ceh
Traiul îndelungat în Boemia l-a făcut pe profesorul Staca să cunoască poporul ceh și să-i aprecieze calitățile, despre care a scris următoarele:
| “ | [...] cehii sunt foarte harnici, perseverenți, cruțători, modești și doritori de carte. Cred că în nici o țară nu se citește mai mult, nu se frecventează mai mult teatrele, concertele și sălile de prelegeri instructive, ca în Cehoslovacia. În nicio țară, poate, cartea nu e așa de răspândită în popor ca în Cehoslovacia. Căci care e țara oare în care țăranca chiar din creierul munților paște vitele cu Trebizsky (Gane), Irasek (Delavrancea), Jablonsky sau cu Neruda (Eminescu) în mâini? Care e țara oare unde funcționarii mărunți de ambele sexe și muncitorii ori meseriașii, după 8 ore de muncă grea, în loc să-și petreacă vremea liberă prin cârciumi, frecventează cursurile de muzică, de literatură, de istorie, de geografie ș. a. m. d., organizate de «Liga Culturală», de «Universitatea populară» ori de alte instituțiuni culturale? Care e țara în care muncitorii, după munca grea în fabricile și uzinele posomorâte, umblă seara pe la gimnaziul muncitoresc, trecând la sfârșitul anului chiar examene cu mare succes? Nu voi uita nici odată cum, într’o noapte viscoloasă de iarnă, rătăcind cu ski-urile prin munții Cârconoșe, — și căutând adăpost în coliba unui muntean, tânărul țesător, aflând cine suntem, a început să ne vorbească, cu ochi scânteetori și bucuroși, de origina poporului român, de bogățiile și frumusețile țării românești. Le citise din cărți, — și era mândru că le știe. Dacă poporul cehoslovac, asuprit de către guvernele vitrege austriace, a reușit să-și mențină trează și întărită conștiința lui națională, timp de 3 secole, recâștigându-și neatârnarea la 28.X.918, aceasta se datorește tocmai dragostei sale de cultură. Ai carte, ai parte! — zice românul; cehoslovacii au avut într’adevăr parte. Tot acestei mari răspândiri a culturii în popor, se datorește simțimântul social, — simțimântul democratic de dreptate și conștiință pentru împlinirea datoriei, — așa de mult desvoltată la cehi. Dacă într’o zi, într’un dicționar al civilizației omenești s'ar introduce termenul de «imperialism cultural», cred că el nicăeri n’ar fi mai potrivit aplicat decât la cehi. Dacă Cehoslovacia de după război a reușit în scurtă vreme să se consolideze în toate terenurile, aceasta se datorește tocmai culturii așa de mult răspândită în popor. Nu însemnează oare cultura: creștere, disciplină, ordine și voință de muncă? | ” |

## Onoruri
Jiří Staca a fost decorat în perioada interbelică cu mai multe ordine românești și străine:
- Ordinul „Coroana României”[4][15] în grad de comandor (ante 1923)[15]
- Ordinul „Coroana Italiei” (ante 1935)[4]
- Medalia „Meritul Comercial și Industrial” clasa I (1929) – în urma propunerii făcute prin raport de ministrul industriei și comerțului, Virgil Madgearu[306]

El a fost ales membru de onoare al Asociației „Româno-Cehă” Jarnik–Bârseanu, care fusese constituită în 15 martie 1931 la Sibiu și avea ca scop „cultivarea legăturilor științifice, culturale, artistice, literare, sportive, etc. dintre România și Cehoslovacia, răspândind pe scară întinsă cunoștințele asupra țărilor respective”.

## Scrieri

### Cărți proprii
- Učebnice jazyka rumunského : mluvnice, praktické rozhovory a korespondence („Manual de limba română: vocabular, conversații practice și corespondență”), Jindřich Bačkovský, Praga, 1925, 166 p. (ed. a II-a revizuită de Jaroslav Pechman, Jindř. Bačkovský, Praga, [1938], 164 p.) – împreună cu Gustav Žďárský[N 9]
- Čech mezi Rumuny (rumunsky) („Cehul printre români”), Orbis, Praga, col. „Brána jazyků. Rychlé kursy jazyků”, 1938, 156 p.
- Rumunsko-český slovník („Dicționar româno-ceh”), Státní pedagogické nakladatelství (SPN), Praga, 1961, 1033 p. – împreună cu dr. Vladimír Hořejší, Ioan Săcăreanu și dr. Zdeněk Wittoch[218]
- Česko-rumunská konversace („Conversație ceho-română”), Státní pedagogické nakladatelství (SPN), Praga, 1958, 233 p. (ed. a II-a, SPN, Praga, 1961, 281 p.) – împreună cu Antonín Křečan
- Konverzačná príručka rumunčiny : rumunsko-slovenský slovník („Ghid de conversație în limba română”), Slovenské pedagogické nakladateľstvo, Bratislava, 1961, 358 p. – împreună cu Antonín Křečan și Jindra Hušková; conține, în plus, un dicționar româno-slovac (Rumunsko-slovenský slovník) alcătuit de Vladimír Halenár

### Articole
- „Limba și literatura românească în Cehoslovacia”, în Universul, anul XLVI, nr. 250, sâmbătă 27 octombrie 1928, pp. 5–6.

### Traduceri
- Ion Luca Caragiale, Pan Leonida proti reakci (Conu Leonida față cu reacțiunea), spectacol în limba cehă, susținut în noiembrie 1931 de artiști ai Teatrului Național din Praga în cadrul unei serate culturale românești organizate de postul Radio Praga[245][246][247][248] și apoi în noiembrie 1933 la Slaný, în cadrul unui festival artistic dedicat poeziei, cântecelor populare și muzicii moderne românești[282][284][285][286] – traducere din limba română în limba cehă de dr. Jiří Staca[248][282][284][285][286]
- Ion Luca Caragiale, Křivé obvinění (Năpasta), spectacol în limba cehă, prezentat în anul 1929 sub titlul Muž zo tmy („Omul din întuneric”) la Teatrul Național din Bratislava, în regia lui Janko Borodáč[253][259] și în anul 1930 pe scena teatrului Komorné Divadlo din Praga[253][309] – traducere din limba română în limba cehă de dr. Jiří Staca și Otakar Hink[253][259][309]
- Ion Luca Caragiale, Ztracený dopis (O scrisoare pierdută), comedie în patru acte, Česká grafická Unie, Praga, 1931, 89 p. – traducere din limba română în limba cehă de dr. Jiří Staca și Otakar Hink,[7][253][310][311][312] prefață scrisă de dr. Čeněk Šofferle (fost consilier de secție la Ministerul Instrucției din Cehoslovacia)[311][312]
- Gheorghe Ciprian, Muž s kobylou (Omul cu mârțoaga), comedie în patru acte, Česká grafická Unie, Praga, 1930, 87 p. – traducere din limba română în limba cehă de Jiří Staca,[313][314][315][316] postfață scrisă de dr. Čeněk Šofferle[313][314]
- Victor Eftimiu, Muž, který zahlédl smrt (Omul care a văzut moartea), comedie în trei acte, Československá grafická Unie, Praga, 1934, 67 p. – traducere din limba română în limba cehă de dr. Jiří Staca,[313][317] introducere scrisă de Jaroslav Petr[313]
- Nicolae Gane, Rumunské novelly („Nuvele românești”), J. Otto, Praga, col. „Světová knihovna” nr. 999, 1911, 85 p.[7][230][318] (ed. a II-a, 1912) – traducere din limba română în limba cehă de Jiří Staca și Antonín Křečan[7] (sub pseudonimul K. Hora),[230][233][318] editat de Jaroslav Kvapil;[230][233][234][319][320][321] conține o prefață („Předmluva”, p. 3), povestirile „Eleonora” („Privighetoarea Socolei”, pp. 4–18), „Osmanova skála” („Piatra lui Osman”, pp. 19–60) și „Štěpánova šalmaj” („Fluierul lui Ștefan”, pp. 61–85)[7][231][232][319][322]
- Mihail Sorbul, Temná vášeň (Patima roșie), Česká grafická Unie, Praga, 1937, 76 p. – traducere din limba română în limba cehă de Jiří Staca, introducere scrisă de Jaroslav Petr[251]